# Gribino
Gribino (ros. Грибино) – wieś w Rosji, w rejonie wielikoustidzkim obwodu wołogodzkiego. W 2021 r. była niezamieszkana.